# Parepisparis polydaedala
Parepisparis polydaedala är en fjärilsart som beskrevs av Louis Beethoven Prout 1913. Parepisparis polydaedala ingår i släktet Parepisparis och familjen mätare. Inga underarter finns listade i Catalogue of Life.